# 六月十五
六月十五，农历六月第十五天。

## 大事记
- 顺治二年（1645年），多爾袞谕礼部：“向来剃发之制，不即令画一，姑令自便者，欲俟天下大定始行此制耳。今中外一家，君犹父也，民犹子也；父子一体，岂可违异？若不画一，终属二心……”

## 出生
- 1311年，元武宗至大四年 — 刘基 (伯溫)。
- 1722年，清世宗雍正二年 — 纪昀 (晓岚)。

## 逝世
- 202年，汉献帝建安七年 — 袁绍 (本初)。

## 节假日和习俗
- 王灵官圣诞

## 其他内容
- 十斋日

## 参看
- 日历
- 六月十三 - 六月十四 - 六月十五 - 六月十六 - 六月十七
- 五月十五 - 六月十五 - 七月十五
- 正月 - 二月 - 三月 - 四月 - 五月 - 六月 - 七月 - 八月 - 九月 - 十月 - 十一月 - 腊月
- 公历6月15日